# ميخائيل دبليو. موريسي
ميخائيل دبليو. موريسي (بالإنجليزية: Michael W. Morrissey)‏ هو محامي وسياسي أمريكي، ولد في 2 أغسطس 1954 في كوينسي في الولايات المتحدة. حزبياً، نشط في الحزب الديمقراطي.